# Hiltenwiesen
Hiltenwiesen est une localité autrichienne. Elle fait partie de la commune de Palting du district de Braunau am Inn en Haute-Autriche.